# Alsten
Ne doit pas être confondu avec Alstein, Alstein (homonymie) ou Årstein.
Alsten ou Alsta est une île du Comté de Nordland, en Norvège, partagée entre les communes d'Alstahaug et de Leirfjord.

## Description
L'île de 158,5 km2 est située sur la côte du Helgeland. Elle est la 27ème plus grande île de Norvège. Elle possède une montagne à sept sommets dénommée « les sept sœurs » (De syv søstre), d'une altitude maximale de 1 072 m dans sa partie orientale.La partie ouest de l'île est relativement plate et c'est l'emplacement de la ville de Sandnessjøen et le village de Søvika au sud. La route nationale norvégienne 17 la relie au continent.
Les îles d'Altra et de Skålvær se trouvent au sud-ouest, les îles de Tjøtta, Offersøya, Mindlandet et Rødøya se trouvent au sud, entourant l'entrée du Vefsnfjord.